# Ozarba euboica
Ozarba euboica är en fjärilsart som beskrevs av Miller 1877. Ozarba euboica ingår i släktet Ozarba och familjen nattflyn. Inga underarter finns listade i Catalogue of Life.